# Symphoricarpos guadalupensis
Symphoricarpos guadalupensis är en kaprifolväxtart som beskrevs av Donovan Stewart Correll. Symphoricarpos guadalupensis ingår i släktet snöbärssläktet, och familjen kaprifolväxter. Inga underarter finns listade i Catalogue of Life.